# Fonds européen d'ajustement à la mondialisation
Le fonds européen d'ajustement à la mondialisation (FEM) est un fonds européen de solidarité qui apporte une aide aux travailleurs touchés par l'ouverture de l'économie à la mondialisation.
Le fonds a été créé par le règlement (CE) no 1927/2006 du 20 décembre 2006.

## Fonctionnement du fonds
Il peut notamment financer des mesures d'aide à la recherche d'un emploi, à la formation ou à la réorientation professionnelle, à la création d'entreprise ou à l'emploi indépendant. Il disposait à l'origine d'une dotation potentielle de 500 millions d'euros, mais celle-ci a été réduite à 150 millions pour la période actuelle 2014-2020.
Le FEM intervient sur demande d'un État membre, lorsque 500 travailleurs au moins ont été licenciés dans un délai de quelques mois.

## Compléments